# Albert Zirkel
Albert Conrad "Al" Zirkel (Newark, Nova Jersey, 23 d'octubre de 1884 - ?) va ser un lluitador estatunidenc que va competir a principis del segle xx. El 1904 va prendre part en els Jocs Olímpics de Saint Louis, on va guanyar la medalla de bronze en la categoria de pes lleuger, de fins a 65,8 kg. Zirkel perdé en semifinals contra Otto Roehm.